# Louis Couturat
Pour les articles homonymes, voir Couturat.
Louis Couturat, né le 17 janvier 1868 à Paris (9e arrondissement) et mort le 3 août 1914 à Ris-Orangis, est un philosophe, logicien et mathématicien français. Appartenant, tout comme Bertrand Russell, au courant logiciste, il publia des fragments inédits de Gottfried Wilhelm Leibniz ainsi que des études désormais classiques sur ce dernier.

## Vie et travaux
Il est né à Paris et, fils unique, fut l’objet de tous les soins de ses parents qui s’attachèrent à lui donner une bonne éducation. D’une intelligence précoce il fut un élève brillant dès le lycée, où il s’intéressait aussi bien à la littérature ancienne qu’aux sciences théoriques et appliquées. Très attiré par la Grèce antique, il passait volontiers de la lecture de Descartes à celle d’Homère. En 1887 il fut reçu second à l'École normale supérieure où il se présentait pour la première fois et y suivit à la fois les cours destinés aux philosophes et les cours destinés aux mathématiciens.
En 1890 il fut reçu premier à l’agrégation de philosophie avec félicitations du jury, mais continua à se perfectionner dans l’étude des mathématiques, passant une licence en 1892. C’est alors qu’il put se consacrer à ce qu’il préférait : la philosophie des sciences, étudiant Lucrèce et Platon et préparant une thèse de doctorat sur l’infini mathématique. Il s'intéressait à la logique mathématique comme un moyen d'étudier l'histoire de la philosophie et la philosophie des mathématiques.
En 1894 il fut nommé professeur à l'université de Toulouse. En avril il épousa une cousine qui devait être sa compagne dévouée et le 12 juin il soutint ses thèses en Sorbonne (sa thèse en latin était intitulée De Platonicis mythis). Leur grand succès lui donna la possibilité d'obtenir un congé qu'il employa à ses recherches, se consacrant à l'étude de la physique. Il collaborait en même temps à La Revue de Métaphysique et de Morale, publiant une série d'articles sur l'espace et le temps et un essai critique sur l'hypothèse des atomes.
Le 27 octobre 1897 il fut nommé à l'université de Caen où il consacra ses cours à la philosophie des sciences mathématiques, aux relations entre les diverses sciences mathématiques et entre les idées fondamentales sur le nombre, l'ordre et la grandeur.
Par la suite il fut professeur de philosophie au Collège de France.
Son premier ouvrage important est De l'Infini mathématique (1896), suivi d'une collection de travaux non publiés de Gottfried Wilhelm Leibniz en 1903, qui vint à l'attention de Bertrand Russell et Giuseppe Peano. En 1905 il publie Les principes des mathématiques. Il s’agit, indique l’avant-propos, d’un compte-rendu du livre de Russell The Principles of Mathematics paru en 1903, accompagné de commentaires et d’une mise en perspective vis-à-vis des travaux contemporains sur le sujet. Il a publié également L'Algèbre de la logique. À partir de 1907 il devint un des participants majeurs du mouvement de création de l'ido, une version de la langue internationale espéranto considérée par certains observateurs comme une amélioration significative, mais rejetée par une grande partie du mouvement espérantiste.
Pacifiste, il fut néanmoins une victime indirecte de la Première Guerre mondiale : il mourut sur la route nationale 7 à Ris-Orangis, dans un accident d'automobile provoqué par une voiture militaire qui acheminait des ordres de mobilisation de l'armée française, alors qu'il rentrait à sa maison de campagne de Bois-le-Roi.

## Œuvres

### Auteur
- Louis Couturat, De l'infini mathématique, Paris, Félix Alcan, 1896[8] ; réédition : Paris, Librairie scientifique et technique A. Blanchard, 1973, 668 p.[9].
- Louis Couturat, La Logique de Leibniz : d'après des documents inédits, Paris, Félix Alcan, 1901 (lire en ligne).
- Louis Couturat et Léopold Leau, Histoire de la langue universelle, Paris, Hachette, 1903 (lire en ligne).
- Louis Couturat, Les Principes des mathématiques : avec un appendice sur la philosophie des mathématiques de Kant, Paris, Félix Alcan, 1905, 310 p. (lire en ligne) ; réédition en fac-similé : Paris, Librairie scientifique et technique A. Blanchard, 1980  (ISBN 2-85367-018-X)[10].
- Louis Couturat, L'Algèbre de la logique, Paris, Gauthier-Villars, coll. « Scientia,  physique-mathématique », 1905, 100 p.[11].
- Louis Couturat, Pour la langue internationale, Paris, 1906 (lire en ligne)
- Louis Couturat et Léopold Leau, Les Nouvelles Langues internationales, Paris, 1907.

### Éditeur scientifique
- Louis Couturat (préface et édition), Opuscules et fragments inédits de Leibniz : Extraits des manuscrits de la Bibliothèque royale de Hanovre, Paris, Félix Alcan, 1903 (lire en ligne).